# ویلیام گیبسون
ویلیام گیبسون (انگلیسی: William Gibson؛ زاده ۱۷ مارس ۱۹۴۸) یک نویسنده اهل کانادا-ایالات متحده آمریکا است. وی یکی از پیشگامان سبک سایبرپانک است.
او نویسندهٔ رمان نیرومنسر (۱۹۸۴) است که نه تنها این کتابش، که تقربیا همهٔ نوشته‌هایش در دههٔ ۷۰ میلادی مورد بی‌توجهی قرار گرفته بودند. اما به تدریج مردم، روزنامه‌ها و مجله‌های زیادی او را تحسین کردند. گاردین در سال ۱۹۹۹ نوشت «شاید گیبسون مهم‌ترین رمان‌نویس دو دههٔ اخیر باشد.» و این در حالی است که روزنامهٔ The Sydney Morning Herald به او نام «پیامبر نوآر» ِ سایبرپانک داد.
او برای اولین بار از کلمهٔ cyberspace (فضای‌مجازی) در در داستان کوتاه‌ش با عنوان Burning Chrome استفاده کرد (۱۹۸۲).